# Roosevelt (Utah)
Roosevelt is een plaats (city) in de Amerikaanse staat Utah, en valt bestuurlijk gezien onder Duchesne County.

## Demografie
Bij de volkstelling in 2000 werd het aantal inwoners vastgesteld op 4299.
In 2006 is het aantal inwoners door het United States Census Bureau geschat op 4681, een stijging van 382 (8,9%).

## Geografie
Volgens het United States Census Bureau beslaat de plaats een oppervlakte van
13,6 km², geheel bestaande uit land.

## Geboren
- Laraine Day (1920-2007), actrice

## Plaatsen in de nabije omgeving
De onderstaande figuur toont nabijgelegen plaatsen in een straal van 16 km rond Roosevelt.